# Donja Voća
Donja Voća  è un comune della Croazia di 2 844 abitanti della regione di Varaždin.

## Monumenti e luoghi d'interesse
- Grotta di Vindija. La grotta, a circa 20 chilmetri dall'abitato, è un sito archeologico associato all'uomo di Neanderthal e all'uomo moderno, di rilevante importanza, in quanto dimostrerebbero la compresenza delle due specie. Tre di questi uomini di Neanderthal sono stati selezionati come fonti primarie per il progetto di studio del genoma dei Neanderthal.[1]